# Ochogona triaina
Ochogona triaina är en mångfotingart som först beskrevs av Carl Graf Attems 1895.  Ochogona triaina ingår i släktet Ochogona och familjen knöldubbelfotingar. Inga underarter finns listade i Catalogue of Life.